# Збигнев Бонек
Збѝгнев Кажѝмеж Бо̀нек (на полски: Zbigniew Kazimierz Boniek; роден на 3 март 1958 г. в Бидгошч) е полски футболист, треньор, спортен активист, бизнесмен, президент на Полската футболна асоциация. Участник на три световни първенства по футбол – Аржентина 1978, Испания 1982, Максико 1986. Носител на Купата на европейските шампиони през 1985 г., Суперкупата на УЕФА и Купата на носителите на национални купи през 1984 г.

Заема трето място в класирането за Златната топка 1982 г. Един от стоте най-добри футболисти в историята на световния футбол, според класацията на ФИФА.
Футболист на 50-те и 60-те години според класацията на седмичника „Пилка ножна“ (Piłka Nożna).
В кариерата си е бил играч на Завиша Бидгошч, Видзев Лодз, Ювентус и АС Рома.

## Клубна кариера
Започва кариерата си в Завиша Бидгошч, в който той играе от 1968 г. През 1975 г. той заминава за Видзев Лодз. С клуба е шампион на Полша два пъти – 1981, 1982 г. През 1982 г. подписва договор с италианския Ювентус. В годините 1984 – 1985 г., с него печели всички значими клубни трофеи. Бонек е наричан „Красив през нощта/Красотата на нощта“, заради факта, че неговите най-добри представяния са в мачовете, играни при изкуствено осветление. През юли 1985 се премества в Рома. С този клуб печели Купата на Италия. като негов играч и завършва кариерата си на футболист – през 1988 г.

## В националния отбор на Полша
Збигнев Бонек прави своя дебют в Националния отбор на Полша на 24 март 1976 г., срещу Аржентина.
Дебютира в Националния отбор на Полша (ръководен тогава от Кажимеж Гурски) на двайсетгодишна възраст, на 24 март 1976 г., в мача срещу национални отбор на Аржентина. Става постоянен играч на националния отбор (ръководен тогава от Яцек Гмох) по време на Световното първенство по футбол в Аржентина през 1978 г., когато вкарва два гола в мача срещу Мексико.

През 1980 г. е замесен в т.нар. Афера на Окенче (Aferę na Okęciu), в резултат на което е отстранен от националния отбор. Много скоро обаче се завръща в редиците на отбора и изиграва ключова роля в изявите му на Световното първенство в Испания през 1982 г. Споменът за него е силно запечатан в паметта на феновете благодарение на хеттрика в Барселона по време на срещата с националния отбор на Белгия. На мача срещу Съветския съюз получава втори жълт картон и пропуска участие в срещата с Италия, където Полша губи с 0:2. Връща се в състава на отбора в мача за третото място, игран срещу Франция, който Полша печели с 3:2. На Световното първенство в Мексико през 1986 г. е капитан на полския национален отбор, който отпада от първенството на осминафинала след загуба от Бразилия с 0:4. Участва общо три пъти на финалите на Световното първенство по футбол (1978, 1982, 1986), като играе в 16 срещи и вкарва 6 гола.

Силното му представяне по време на световното първенство, както и блестящата му игра в редиците на Ювентус стават причина именно той да заеме третото място в класацията на списание Франс Футбол за най-добър футболист на Европа през 1982 г. Той е вторият поляк на тази позиция след Кажимеж Дейна. Преди това е избран в отбора на звездите на световните първенства. Също през 1982 г. става най-добрият спортист на Полша в ранкинга на „Пшегльонд спортови“ („Przegląd Sportowy”). Двукратно – през 1978 г. и 1982 г. е определен за най-добър футболист в класацията на „Пилка ножна“. През 1976 г. е избран за футболно откритие в Полша, в класация на същото списание.

През 1979 г. е избран в отбора „Останалия свят“ за мача със световния шампион, Аржентина, спечелен от отбора на звездите с 2:1. В отбора „Останалия свят“ играе и в мача с Франция през 1986 г., който е прощалната изява на Мишел Платини.

### След приключване на кариерата
Завършва висше образование в Академията за физическо възпитание във Варшава. През 1989–1990 преминава треньорски курс в Coverciano. През сезона 1990/1991 ръководи отбора на УС Лече, който по това време играе в A групата. Сезонът завършва с изпадане от групата. В следващия сезон ръководи отбора на АС Бари, който играе в A група. Отборът завършва сезона на петнадесето място и изпада в Б група. През сезона 1992/1993 Збигнев Бонек е нает в играещия в група C1 Самбенедетесе, но е уволнен преди края на първенството.

До август 2002 г. заема позицията на заместник-председател на Полския футболен съюз. На 8 юли 2002 г. е избран за селекционер на Националния футболен отбор на Полша. Дебютира на треньорската скамейка на националния отбор на 21 август 2002 г. на приятелската среща с Белгия завършила с равенство 1:1. Като треньор ръководи националния отбор на пет срещи, като две от тях завършват с победи, една с равенство и две със загуба. На 3 декември 2002 г. се отказва от позицията си на селекционер на полския национален отбор. От 2004 до 20 юли 2006 г. отново е свързан с Видзев като член на Управителния съвет на клуба и един от неговите собственици. От 18 юни 2007 г. до септември 2008 г. е член на Надзорния съвет на Спортен клуб Видзев Лодз АД.
През 2004 г. Пеле го включва в списъка ФИФА 100. Бонек е единственият полски футболист, включен в този списък.

През 2009 г. е отличен с наградата Golden Foot „All-Time” за цялостна кариера.

Като една от легендите на Ювентус Бонек е отличен с почетна звезда – една от 50-те звезди около стадион Ювентус арена. Феновете приемат това решение с недоволство и под техен натиск новото ръководство на Ювентус решава да подложи на гласуване решението чие име да носи почетната звезда. Феновете гласуват звездата да бъде присъдена на Едгар Давидс, a не на Бонек. 

На 30 октомври 2008 г. се кандидатира за поста председател на Полската футболна федерация, но не успява да спечели изборите. Това обаче му се отдава на следващите избори през 2012 г. След като поема поста, обликът на федерация се променя – придобива прозрачност и печели доверието на феновете. Много успешно се оказва и решението му като председател на федерацията да повери позицията на селекционер на Националния отбор на Полша на Адам Навалка, под чието ръководство отборът преодолява периода на застой и постига впечатляващи резултати. На 28 октомври 2016 г. за втори път е избран за председател на Полската футболна федерация.

На 5 април 2017 г. е избран в състава на изпълнителния комитет на УЕФА, като по този начин става вторият поляк член на този комитет (след Лешек Рилски през 1956-64 и1966-68).

## Личен живот
Син е на бившия футболист на Полония Бидгошч Йозеф Бонек и на Ядвига Бонек. Живее в Рим. Има полско и италианско гражданство.
Понастоящем Збигнев Бонек живее в Рим. Женен е за Веслава като има две дъщери – Каролина и Камиля, и син – Томаш.

На 17 декември 2015, се ражда внучката му Емма Катерина Бонек.

## Статистика
24 отбелязани гола в националния отбор
21 срещи, в които е отбелязал гол
80 изяви в националния отбор

## Успехи

### Клубове

#### Видзев Лодз
- Сребърен медал във футболното първенството на Полша: 1977, 1979, 1980
- Златен медал във футболното първенството на Полша: 1981, 1982

#### Ювентус
- Сребърен медал във футболното първенството на Италия: 1983
- Златен медал във футболното първенството на Италия: 1984
- Купата на Италия: 1983
- Купата на Европейските нации: 1985
- Европейската суперкупа: 1984
- Купа на носителите на купи: 1984

#### АС Рома
- Сребърен медал във футболното първенството на Италия: 1986
- Бронзов медал във футболното първенството на Италия: 1988
- Купата на Италия: 1986

#### Национален отбор на Полша
- Трето място на световното първенство: 1982

#### Индивидуално
- Трето място в ранкинга „Златна топка“: 1982
- Най-добър спортист на Полша в класацията на „Пшегльонд спортови“: 1982
- Откритие на годината в класацията на „Пилка ножна“: 1976
- Футболист на годината в класацията на „Пилка ножна“: 1978, 1982
- В състава на „Звездите“ на Световното първенство: 1982
- В отбора „Останалия свят“ в мача срещу Аржентина: 1979
- В отбора „Останалия свят“ в мача срещу Франция: 1986
- ФИФА 100: 2004
- Golden Foot „All time”: 2009
- Футболист на петдесетилетието в класацията на „Златна топка“: 2006
- Футболист на щестдесетилетието в класацията на „Златна топка: 2016

## Награди и отличия
- Кавалерски кръст на Ордена на възродена Полша
- Командир на Орден за заслуги на Италианската република
- Почетен гражданин на Лодзко войводство: 2018

## Любопитни факти
В негова чест с името Бонек е кръстен роденият през 1984 г., хондураски футболист Оскар Бонек Гарсия Рамирес, изиграл в националния отбор на Хондурас над 100 срещи, участвал в Световното първенство през 2014 г..
През 2012 г. заедно с Луиш Фиго и Марко ван Бастен участва в реклама на полската марка бира Тиские (Tyskie).